# Люце, Алексей Фёдорович
Алексей Фёдорович Люце (1846—1915) — генерал-лейтенант в отставке русской императорской армии.

## Биография
Родился 30 января (11 февраля) 1846 года в семье полковника (впоследствии — генерал-лейтенант) Фёдора Ивановича Люце (1797—1881); 11 февраля того же года был крещён по православному обряду. Имел братьев Михаила (1844—1918; сенатор) и Владимира (1848—?, юрист). Отец служил по Лесному департаменту.
С 26 октября 1863 года воспитывался во 2-м Константиновском военном училище, по окончании которого 23 мая 1864 года получил чин корнета и начал службу в Кирасирском полку в Гатчине; 4 апреля 1865 года был произведён в поручики. Затем учился в Николаевской академии Генерального штаба, окончив которую 28 марта 1871 года был произведён в штабс-ротмистры и вернулся в свой полк в Гатчине, где был назначен командиром роты.
Служба в Гатчине закончилась переводом в штаб Финляндского военного округа. В марте 1880 года был назначен начальником Рижского пехотного юнкерского училища; 29 мая 1880 года произведён в подполковники генерального штаба. Училищем Люце командовал до его ликвидации 4 августа 1886 года; с 15 мая 1883 года — полковником.
Служба Люце продолжилась командиром 18-го резервного пехотного кадрового батальона в Вильне. Затем, с 4 февраля 1891 по 2 октября 1892 года был командиром 162-го пехотного Ахалцыхского полка в Казани, затем его назначили командиром 164-го пехотного Закатальского полка в Витебске; 4 июля 1898 года произведён в генерал-майоры и в том же году — с 24 сентября — был назначен командиром 1-й бригады 25-й пехотной дивизии в Двинске.
Был уволен в отставку с производством в генерал-лейтенанты 30 октября 1904 года.
Умер 27 июня (10 июля) 1915 года. Был похоронен на Смоленском кладбище в Петербурге. 

## Награды
- орден Св. Станислава 3-й ст. (1875)
- орден Св. Анны 3-й ст. (1880)
- орден Св. Станислава 2-й ст. (1887)
- орден Св. Анны 2-й ст. (1893)
- орден Св. Владимира 4-й ст. (1896)

## Семья
Был женат с 3 сентября 1873 года на купчихе 2-й гильдии Татьяне Семёновой. У них было 7 детей.